# 積算校費
積算校費（せきさんこうひ）とは、国立大学の教育研究費・管理運営費の予算積算において1999年度まで使われていた、講座・学科目などを基礎とする予算単価である。

## 概要
積算校費は、新制大学の成立にあたり、旧制大学や旧制専門学校、師範学校といった出自の異なる大学・学部に共通する予算積算方法として導入されたものであり、新制大学の編成基礎である講座と学科目に着目し、それらを基礎として教育研究費・管理運営費を積算するものである。
各大学・学部に設置されている講座・学科目に応じて、主に研究費を積算するため「教官当積算校費」が定められ、学生の区分と学生数に応じて、主に教育費を積算するため「学生当積算校費」が定められていた。教官の研究旅費については、別途単価が定められ積算されていた。
教官当積算校費は、講座制（博士課程講座）については一講座当たりの単価、学科目制については教員一人当たりの単価であった。1960年代に入り、学科目制の理工系学部が修士課程講座化された際、教官当積算校費に修士課程の単価が設定されたが、学科目制と同様に教員一人当たりの単価とされた。
各大学に配分された教官当積算校費は、その全額が各講座等に研究費として配分されるわけではなく、大学本部や学部で一定割合の管理運営に係る共通経費を控除した上で、各講座等に配分されていた。結果として各講座等に配分されていた研究費は、積算単価の半分以下であった。
研究費の積算が講座毎に行われ、共通経費の控除があるにしても、控除後の額が各講座に経常的に配分されていたことは、各講座の自立性を強め、講座自治・学部教授会自治を強める機能を果たしていた。
積算校費が使われた最終年度の1999年度における講座・学科目毎の単価は次のとおりである。
| 区分       | 区分   | 区分   | 単価        |
| ---------- | ------ | ------ | ----------- |
| 講座制     | 非実験 | 非実験 | 2,038,000円 |
| 講座制     | 実験   | 実験   | 7,975,000円 |
| 講座制     | 臨床   | 臨床   | 8,656,000円 |
| 修士講座制 | 非実験 | 教授   | 672,000円   |
| 修士講座制 | 非実験 | 助教授 | 360,000円   |
| 修士講座制 | 非実験 | 講師   | 271,000円   |
| 修士講座制 | 非実験 | 助手   | 177,000円   |
| 修士講座制 | 実験   | 教授   | 2,415,000円 |
| 修士講座制 | 実験   | 助教授 | 1,440,000円 |
| 修士講座制 | 実験   | 講師   | 876,000円   |
| 修士講座制 | 実験   | 助手   | 384,000円   |
| 学科目制   | 非実験 | 教授   | 607,000円   |
| 学科目制   | 非実験 | 助教授 | 331,000円   |
| 学科目制   | 非実験 | 講師   | 237,000円   |
| 学科目制   | 非実験 | 助手   | 177,000円   |
| 学科目制   | 実験   | 教授   | 2,071,000円 |
| 学科目制   | 実験   | 助教授 | 1,244,000円 |
| 学科目制   | 実験   | 講師   | 747,000円   |
| 学科目制   | 実験   | 助手   | 329,000円   |

| 区分  | 単価     |
| ----- | -------- |
| 文 科 | 28,600円 |
| 理 科 | 57,100円 |
| 医 科 | 61,900円 |
| 教 育 | 47,600円 |
| 共 通 | 41,300円 |

講座には、教授1人、助教授1人、助手１～3人（非実験系：1人、実験系：2人、臨床系：3人）の定員が割り振られていたのに対し、学科目では各学科目に教授又は助教授1名のみが配置されていたこととあわせ、講座制と学科目制の間の教官当積算校費の格差が、国立大学間の旧制大学と新制大学との格差の中核をなしていた。
1999年度の実験系単価では、博士課程講座と同じ人員が配置されている前提で計算した場合でも、博士課程講座を1とすると、修士課程講座で0.58、学科目で0.50の水準となり、約2倍の格差があった。
一般に修士課程講座の助手定員は、博士課程講座に比べ少なかったため、実際の格差はこれ以上となっていた。
2000年度予算編成以降、積算校費は廃止され、教育研究基盤校費に移行した。
教育研究基盤校費では、教官数及び学生数に基づく一律単価（従前の修士課程・非実験の教官単価及び文科学生単価）による校費に、各大学を単位として積算する校費を措置することとした。大学を単位とする校費については積算の内訳はなく、それ以前の各大学の積算校費の総額と同水準になる額とされていたことから、それ以前の積算校費の大学間格差は温存された。
しかし、積算校費の廃止は、各講座に配分されるべき研究費の根拠を失わせることにより、講座制とそれを基礎にした学部教授会自治という運営方式自体を、急速に弱体化させることとなった。
公立大学の予算積算でも、国立大学の積算校費が準用される例が多かったが、積算校費の廃止後も、1999年単価を引き続き準用している例がある。